# Neckarsulm
Neckarsulm (izgovor [▶]) grad je u pokrajini Baden-Württemberg, koji krajem 2007. ima 27.172 stanovnika. Nalazi se na ušću rijeke Sulm u Neckar, po kojima dobiva i ime.
Sjedište je trgovačkih lanaca Kaufland i Lidl.

## Gradovi partneri
|  | Carmaux, Francuska  |
|  | Bordighera, Italija |
|  | Grenchen, Švicarska |
|  | Zschopau, Njemačka  |
|  | Budakeszi, Mađarska |

## Vanjske poveznice
- Službena stranica

### Ostali projekti
|  | Zajednički poslužitelj ima još gradiva o temi Neckarsulm |